# 재즈 레이콜
재즈 레이콜(Jazz Raycole, 1988년 2월 11일 ~ )은 미국의 배우, 무용가이다.
스톡턴에서 태어났다.

## 출연 작품

### 영화
- 사랑을 기다리며 (1995)
- 꼬마 돼지 베이브 (1995)

### 텔레비전
- 마이 와이프 앤 키즈 (2001-02)
- 크리스는 괴로워 (2005-07)
- 오피스 (2006, 2007)
- 제리코 (2006-08)